# USS New Mexico (BB-40)
USS New Mexico (BB-40) var ett slagskepp som tjänstgjorde i den amerikanska flottan från 1918 till 1946. Hon var det första av tre fartyg i New Mexico-klassen och det första fartyget som namngavs efter delstaten New Mexico. Kölsträckningen skedde den 14 oktober 1915 vid New York Navy Yard, hon sjösattes den 23 april 1917 och togs i bruk den 20 maj 1918. Kort efter att ha avslutat den inledande utbildningen av besättningen eskorterade New Mexico det fartyg som förde president Woodrow Wilson till Brest i Frankrike för att underteckna Versaillesfördraget. Mellankrigstiden präglades av upprepade övningar med Stillahavs- och Atlantflottan, användning som försöksfartyg för PID-regulatorer och en större modernisering mellan mars 1931 och januari 1933.
Fartygets första insatser under andra världskriget bestod av neutralitetspatruller i Atlanten. Hon återvände till Stilla havet efter den japanska attacken mot Pearl Harbor och deltog som eldunderstöd för landstyrkor under operationerna vid Attu och Kiska, Tarawa, Marshallöarna, Marianerna och Palau, Leyte, Luzon och Okinawa. Fartyget attackerades av Kamikaze-flygplan vid flera tillfällen. New Mexico var närvarande i Tokyobukten vid undertecknandet av den japanska kapitulationen den 2 september 1945. Fyra dagar senare seglade hon till USA och anlände till Boston den 17 oktober.
New Mexico togs ur bruk i Boston den 19 juli 1946 och ströks ur flottans register den 25 februari 1947. Fartyget såldes för skrotning till Lipsett Division of Luria Bros i november 1947, men försöken att bogsera fartyget till Newark, New Jersey, för skrotning möttes av motstånd från stadens tjänstemän. Stadens brandbåtar skickades för att blockera slagskeppets och Lipsetts bogserbåtar, medan USA:s kustbevakning förklarade att de hade för avsikt att garantera en säker passage. Undersekreteraren för flottan skickades för att desarmera det som media började kalla "slaget om Newark Bay", och staden gick med på att New Mexico och två andra slagskepp fick skrotas innan skrotningsverksamheten i Newark Bay upphörde, och Lipsett fick instruktioner om att demontera fartygen inom en bestämd tidsram eller att drabbas av ekonomiska påföljder. Skrotningen inleddes i november och avslutades i juli 1948.

## Beskrivning
New Mexico var 190 meter långt och hade en bredd på 29,69 meter och ett djupgående på 9,1 meter. Hon hade ett deplacement på 32 514 ton och upp till 33 530 ton vid fullast. Till skillnad från de andra medlemmarna i sin klass drevs New Mexico av General Electrics ångturbiner med fyra axlar som var utrustade med elektrisk kraftöverföring och nio oljeeldade Babcock & Wilcox-pannor med en effekt på 27 500 axelhästkrafter (20 500 kW), vilket gav en toppfart på 21 knop (39 km/h). Fartyget hade en räckvidd på 8 000 nautiska mil (15 000 km) vid en hastighet på 10 knop (19 km/h). Besättningen bestod av 1 084 officerare och värnpliktiga. Fartyget hade två fackverksmaster. Det huvudsakliga pansarbältet var 343 mm tjockt, medan pansardäcket var upp till 89 mm tjockt.
Fartyget var beväpnat med ett huvudbatteri med tolv 35,6 cm/50-kalibriga kanoner i fyra trippeltorn på mittlinjen, placerade i två par framför och bakom överbyggnaden. Till skillnad från tidigare amerikanska slagskepp med trippeltorn kunde varje eldrör höjas oberoende av varandra. Det sekundära batteriet bestod av fjorton kanoner av kaliber 12,7 cm/51 som var monterade i enskilda kasematter på överbyggnaden mittskepps. Initialt var fartyget utrustat med tjugotvå stycken, men erfarenheterna i Nordsjön under första världskriget visade att de extra kanonerna skulle ha varit oanvändbara i allt annat än lugna förhållanden. Som ett resultat av detta togs dessa kanoner bort. Det sekundära batteriet utökades med fyra 7,6 cm kanoner. Utöver sina kanoner var New Mexico också utrustad med två torpedtuber på 53,3 cm, monterade nedsänkta i skrovet, en på varje sida.

## Tjänstgöring

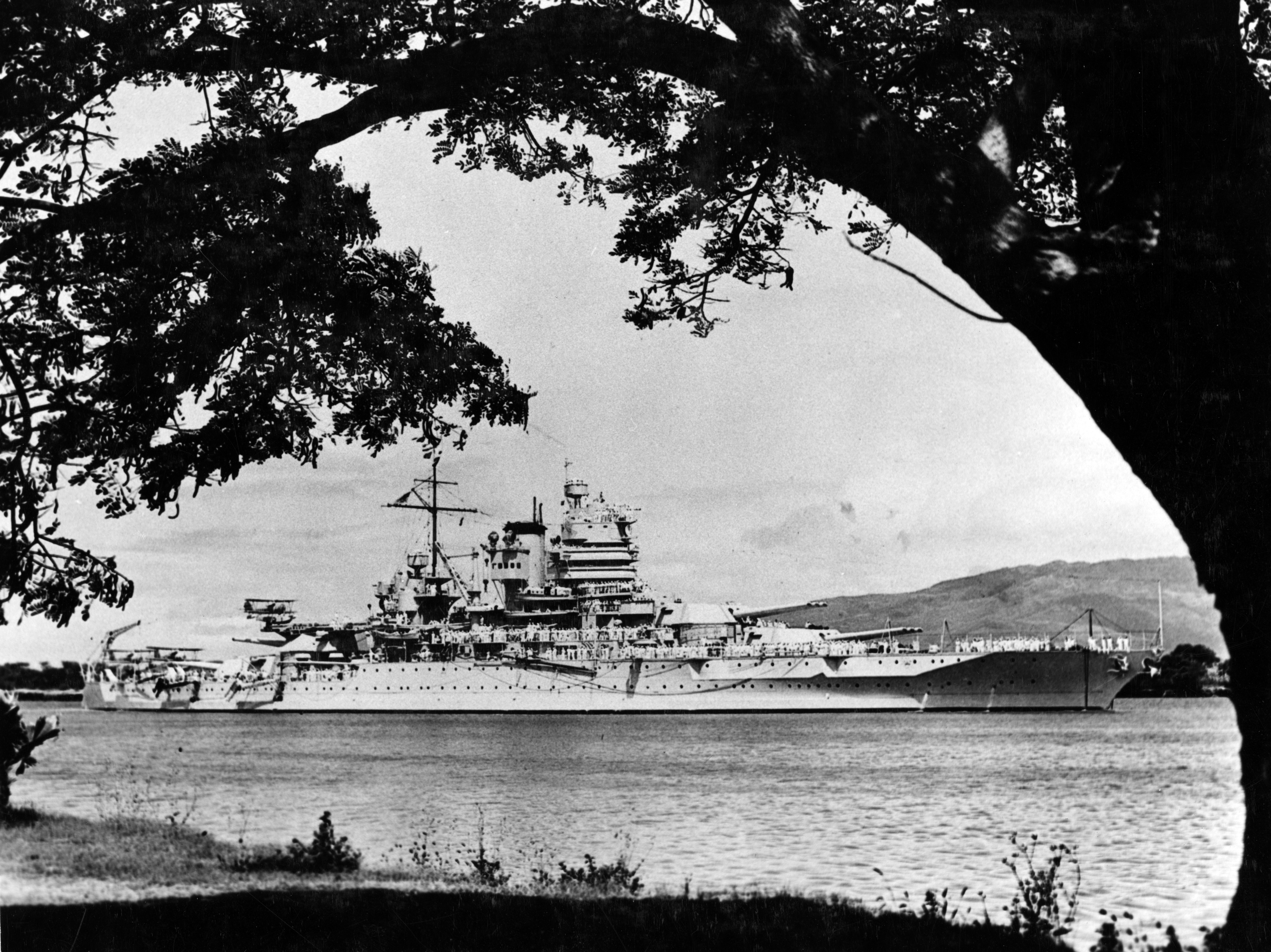
USS New Mexico i Pearl Harbor 1935

Den 30 juni 1914 godkände kongressen byggandet av New Mexico. Ursprungligen skulle New Mexico ha fått namnet California, men hon döptes om under byggtiden. Den 14 oktober 1915 påbörjades kölsträckningen på New York Navy Yard. Hon sjösattes den 13 april 1917 och togs i bruk i flottan den 20 maj 1918. Kapten Ashley Herman Robertson var hennes första befälhavare. Fartyget påbörjade därefter sjötester innan det formellt anslöt sig till Atlantflottan. I september förflyttades hon till Boston. Hon var närvarande under en flottuppvisning som hölls den 26 december i New York. Hon eskorterade passagerarfartyget SS George Washington när det förde president Woodrow Wilson till Frankrike för fredskonferensen i Versailles och lämnade USA den 15 januari 1919. Den 22 februari stötte New Mexico på en sjunkande skonare; efter att ha tagit ombord det sjunkande fartygets besättning använde New Mexicos sekundära batteri fartyget för målskjutning. Den 27 februari nådde fartyget New York och i mitten av juli hade det flyttats till Hampton Roads, Virginia. Den 16 juli blev hon flaggskepp för Stillahavsflottan. Tre dagar senare lämnade hon Kalifornien, passerade genom Panamakanalen och anlände till San Pedro den 9 augusti. Två av hennes 12,7 cm kanoner togs bort vid en senare översyn, 1922.
De följande tolv åren bestod av övningar och manövrar i Stilla havet och Västindien, med Stillahavs- och Atlantflottan. Hon gjorde också flera kryssningar till sydamerikanska hamnar och användes för den tidiga utvecklingen av PID-regulatorer. De uppfanns av den rysk-amerikanske ingenjören Nicolas Minorsky för automatiserad styrning av fartyg och har sedan dess fått stor spridning inom reglerteknik. 1925 gjorde hon därefter en kryssning till Australien och Nya Zeeland.
Efter att hennes övningar i Atlanten och Stilla havet hade avslutats, renoverades och moderniserades New Mexico i Philadelphia Harbor från mars 1931 till januari 1933. Översynen innebar bland annat att hennes elektriska kraftöverföring byttes ut mot mer konventionella växlade turbiner, som tillverkades av Curtis. Dessutom fick New Mexico åtta luftvärnskanoner av kaliber 12,7 cm/25, som ersatte de fyra kanoner av kaliber 7,6 cm/50 som tidigare hade installerats. Efter översynen återvände hon till Stilla havet för att fortsätta övningar.
Under 1936 års övning Fleet Problem XVII hade hon en maximal hastighet på 21 knop (39 km/h), vilket var i linje med de flesta amerikanska slagskepp av standardtyp från den tiden, men bara 1,5 knop (2,8 km/h) snabbare än Japans långsammaste slagskepp. Detta ledde till utvecklingen av de snabbare slagskeppen av North Carolina-klassen och South Dakota-klassen. 1937 anlände hon till Hawaii för att segla till Dutch Harbor, Alaska, där hon och flera andra fartyg skickades för att hjälpa flottan att utvärdera strider i subarktiska förhållanden.

### Andra världskriget

#### 1940–1943
När krigsutsikterna växte var New Mexico baserad i Pearl Harbor, Hawaii, från den 6 december 1940 till den 20 maj 1941. Därefter lämnade hon Pearl Harbor för att ansluta sig till Atlantflottan i Norfolk den 16 juni för neutralitetspatrullering längs Atlantkusten. I Atlanten tjänstgjorde hon i tre 7-14 dagar långa "skift" tillsammans med jagare för att eskortera konvojer över Atlanten. Den 10 december, när hon var på väg till Hampton Roads (på väg till västkusten efter japanernas angrepp på Pearl Harbor), råkade hon ramma och sänka det amerikanska fraktfartyget Oregon söder om Nantucket Lightship utanför Bostons hamn. Hon lyckades nå Panamakanalen den 17 januari 1942.
Under en översyn i maj 1942 på Puget Sound Navy Yard fick hon sitt återstående sekundära batteri med tolv 12,7 cm/51-kanoner borttaget för att få plats med fler luftvärnskanoner. Efter översynen, som avslutades den 1 augusti, lämnade hon San Francisco för Hawaii. Från den 6 december till den 22 mars 1943 eskorterade hon konvojer och transporter till Fiji. Därefter patrullerade hon i sydvästra Stilla havet, innan hon återvände till Pearl Harbor för att göra sig redo för striderna på Aleuterna. Efter att ha slutfört sina övningar, den 17 maj, seglade hon till Adak, som skulle bli hennes bas för attacken mot Attu. Hon deltog senare i beskjutningen av Kiska den 21 juli, vilket föregick japanernas evakuering av ön en vecka senare.
Efter kampanjen på Aleuterna genomfördes en ombyggnad på Puget Sound Navy Yard. Den 25 oktober återvände New Mexico till Pearl Harbor för att öva inför invasionen av Gilbertöarna. Den 20 november, medan invasionen pågick, besköt hon Butaritari. Under striderna på öarna hade fartyget till uppgift att skydda transportfartygen på natten när de retirerade från öarna, tillhandahålla luftvärnseld vid lossning av förnödenheter och trupper samt tillhandahålla avskärmande eld för hangarfartygen. Efter att amerikanska trupper erövrat Gilbertöarna den 5 december återvände New Mexico till Pearl Harbor.

#### 1944
New Mexico ingick i invasionsstyrkan vid Marshallöarna den 12 januari 1944. Hon besköt Kwajalein och Ebeye från den 31 januari till den 1 februari. Efter att ha bunkrat på Majuro besköt fartyget Wotje den 20 februari och besköt sedan New Ireland och Kavieng följande månad. Därefter seglade fartyget till Salomonöarna för att öva inför anfallet mot Marianerna.
I mitten av juni deltog New Mexico i beskjutningen av Tinian och attackerade även Saipan och Guam. Den 18 juni hjälpte hon till att avvärja två flygattacker. Senare, den 20 juni, eskorterade hon transportfartyg utanför Marianerna. Under tiden förstörde hangarfartygsstyrkan de japanska hangarfartygen i slaget om Filippinska sjön. Senare eskorterade hon trupptransportfartyg till flottbasen på Eniwetok. Den 9 juli seglade hon för att skydda eskorthangarfartyg fram till den 12 juli.
Efter invasionen av Marianerna fick fartyget en översyn i Bremerton, Washington, från oktober till november. Efter översynen anlände hon till Leytebukten för att eskortera förstärknings- och förrådstransporter och konvojer. Hon fick utstå dagliga luftangrepp då japanerna gjorde hårt motstånd. Hon lämnade Leytebukten den 2 december för Palau, där hon senare anslöt sig till en konvoj på väg till Mindoro. Hon tillhandahöll luftvärnseld för konvojen och gav eldunderstöd åt invasionsstyrkorna. Hon stannade kvar i ytterligare två dagar innan hon drog sig tillbaka till Palau.

#### 1945

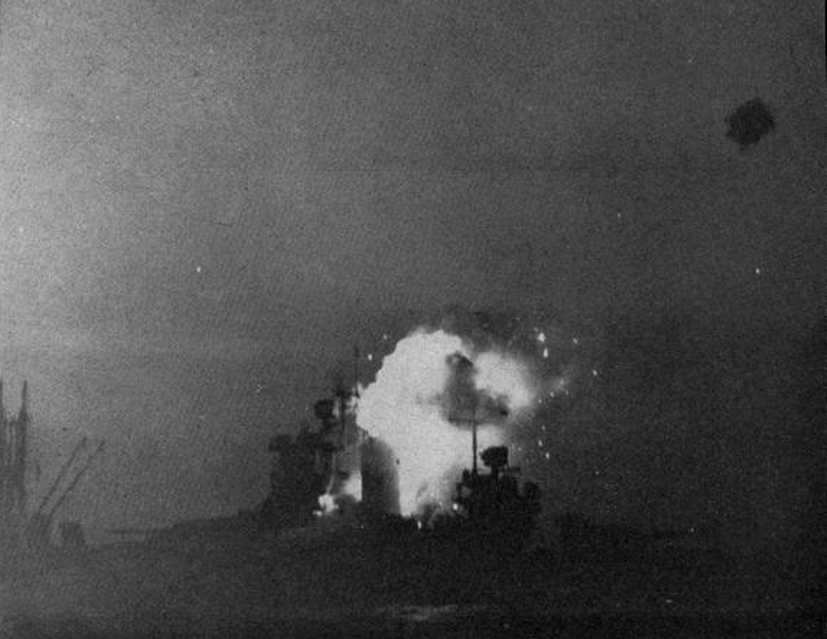
New Mexico träffas av ett kamikaze-plan, 12 maj 1945

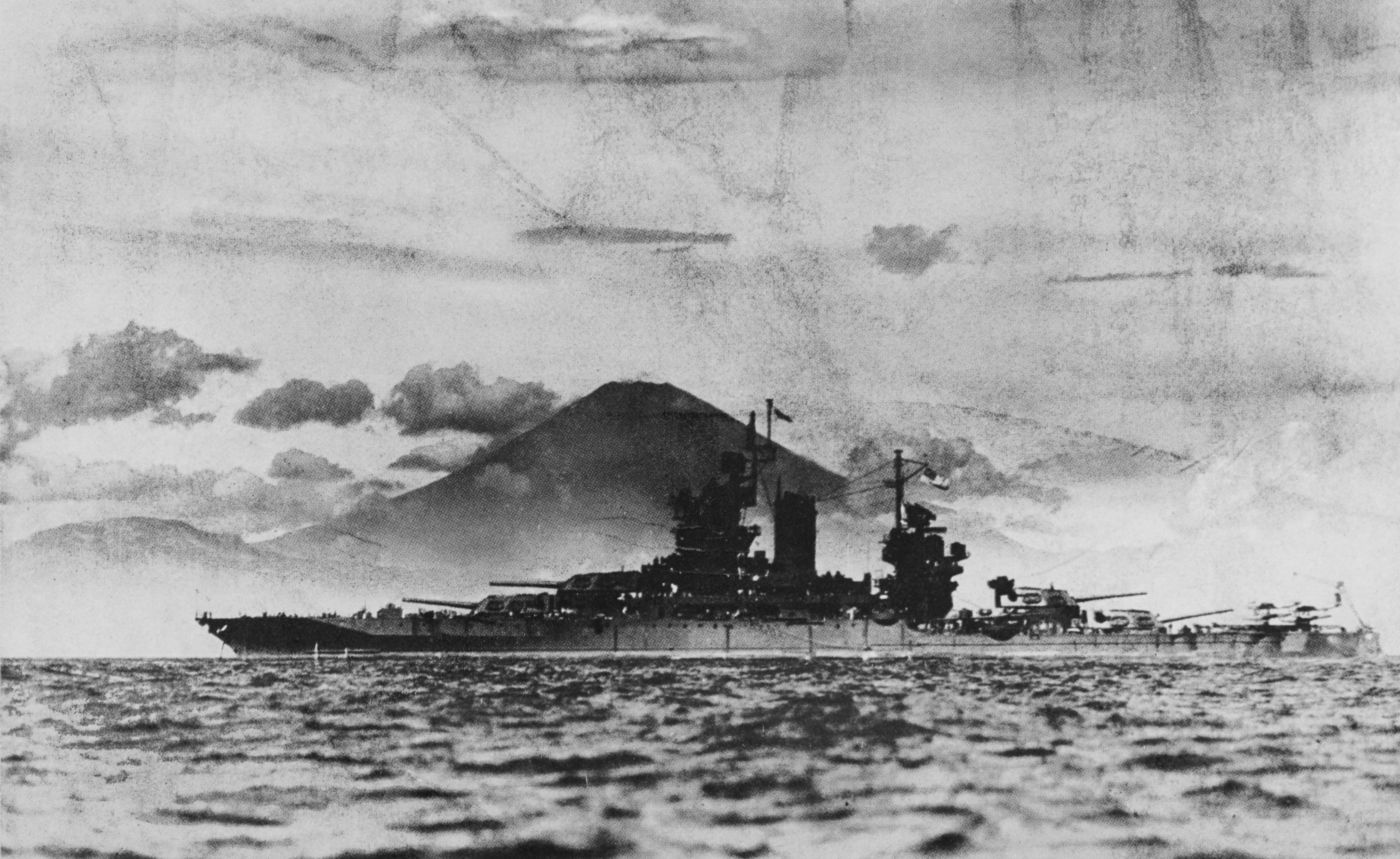
New Mexico framför Fuji, augusti 1945.

New Mexicos nästa uppgift i Filippinerna var att befria Luzon. Hon deltog i beskjutningen av Lingayenbukten före invasionen den 6 januari. Under bombardemanget utsattes hon för en kraftig attack av kamikaze-plan, varav en träffade hennes brygga och dödade hennes befälhavare, kapten Robert Walton Fleming, och 29 andra. Bland de döda fanns generallöjtnant Herbert Lumsden, den brittiske representanten för armégeneralen Douglas MacArthur. Lumsden var den högst uppsatta brittiska arméns dödsfall i strid under andra världskriget. Ytterligare 87 personer i besättningen sårades. Bruce Fraser, befälhavare för den brittiska Stillahavsflottan, undkom med nöd och näppe döden när han befann sig på hennes brygga, även om hans sekreterare dödades. Kanonerna förblev i drift när fartygets besättning reparerade skadorna medan invasionstrupperna landsattes på stränderna.
Mer omfattande reparationer slutfördes i Pearl Harbor, varefter New Mexico seglade till ön Ulithi, där hon tilldelades Styrka 54, eldunderstödsgruppen för invasionen av Okinawa. Hennes tunga kanoner öppnade eld mot Okinawa den 26 mars, och under den följande månaden fortsatte hon att stödja de amerikanska trupperna på land. Den 11 maj förstörde hon åtta Shinyo-självmordsbåtar.
När hon närmade sig sin kajplats i Hagushi strax efter solnedgången den 12 maj attackerades hon av två kamikaze-plan. En av dem störtade in i henne, den andra lyckades träffa henne med sin bomb. Hon sattes i brand och 54 medlemmar av New Mexicos besättning dödades, medan ytterligare 119 skadades. Snabb skadekontroll ledde till att bränderna släcktes inom 30 minuter. Den 28 maj lämnade hon Hagushi för att påbörja reparationer vid Leyte, följt av repetitioner inför den planerade invasionen av Japan. Beskedet om krigsslutet nådde henne när hon befann sig på Saipan den 15 augusti. Nästa dag seglade hon till Okinawa för att ansluta sig till ockupationsstyrkan. Hon kom till Sagami Wan den 27 augusti för att stödja den luftburna ockupationen av flygfältet Atsugi. Nästa dag seglade New Mexico in i Tokyobukten för att bevittna den japanska kapitulationen, som ägde rum den 2 september. Hon lämnade Tokyo den 6 september och passerade Okinawa, Hawaii och Panamakanalen innan hon anlände till Boston den 17 oktober.

### Efterkrigstiden
New Mexico togs ur bruk i Boston den 19 juli 1946 och ströks ur flottans register den 25 februari 1947. Den 9 november 1947 såldes hon för skrotning till Lipsett Division of Luria Bros för 381 600 dollar.